# Stenus nitescens
Stenus nitescens är en skalbaggsart som beskrevs av Thomas Casey. Stenus nitescens ingår i släktet Stenus och familjen kortvingar. Inga underarter finns listade i Catalogue of Life.